# 御前崎市立浜岡中学校
御前崎市立浜岡中学校（おまえざきしりつ はまおかちゅうがっこう）は、静岡県御前崎市池新田にある公立中学校。
2004年4月1日の小笠郡浜岡町と榛原郡御前崎町の合併による御前崎市の誕生で、浜岡町立から御前崎市立になった。

## 沿革
- 1958年 - 校舎が落成
- 1962年 - 体育館が落成
- 1965年3月 - プールが完成(町民プールとしても使用）
- 1985年1月 - 新体育館が落成
- 2019年3月20日 - 仮設校舎が完成[1]
- 2021年3月6日 - 新校舎が落成[1]

## 著名な卒業生
- 飯塚翔太（陸上競技選手）
- 岡村正広（陸上競技選手）
- 佐々木健（プロ野球選手）
- 清水園美（女優）
- 奥柿幸雄（プロ野球選手）
- 長嶋清幸（プロ野球選手）[2]
- 二俣翔一（プロ野球選手）
- MOCKY（音楽ユニット Jam9 メンバー）[3]
- 柳澤重夫（御前崎市長）